# Венера Эсквилинская
«Венера Эсквилинская» (итал. Statua di Venere Esquilina) — условное название античной статуи Венеры эллинистического периода, возможно, неоаттической школы I в. до н. э. Изображает юную богиню перед купанием (в иной версии — жрицу богини Исиды. Её туника сброшена на кувшин. Руки утрачены, вероятно, были подняты для того, чтобы подвязать волосы. Тонкая, слегка манерная пластика характерна для италийских мастеров неоаттической школы того времени. Статуя найдена при раскопках на Эсквилинском холме в Риме, отсюда название.

## История обнаружения
Скульптура была обнаружена в 1874 году на площади Данте на холме Эсквилин в Риме, вероятно, в той части, где находился Horti Lamiani, один из императорских садов, место, знаменитое находками античной скульптуры. В XVI и XVII веках здесь были найдены «Ниобиды», вариант скульптурной группы «Лаокоон и его сыновья», бюст императора Коммода с атрибутами Геракла и «Дискобол».
После 1870 года здесь развернулись интенсивные строительные работы в связи реконструкцией Рима — столицы объединённой Италии. Найденная скульптура с 1997 года находится в экспозиции римского музея Чентрале Монтемартини, входящего в комплекс Капитолийских музеев . Руки изваяния были утрачены, видимо, при падении статуи.

## Версии

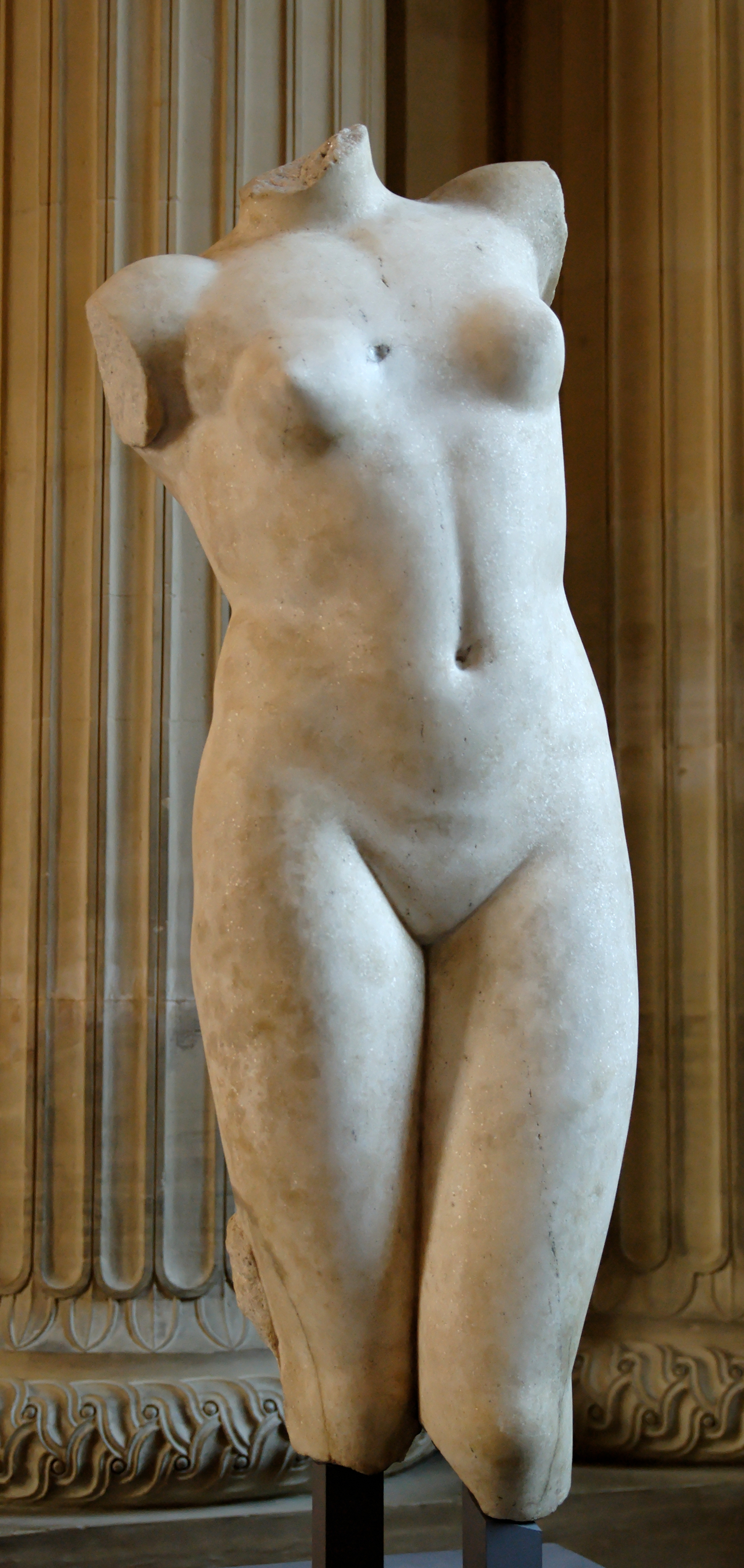
Торс из Лувра

Историк Лицино Глори (итал. Licinio Glori) в 1955 году высказал предположение, что это портрет Клеопатры VII. В связи с этим изображение кобры на сосуде рядом с Венерой трактуется как священный урей египетских фараонов. В 1994 году Паоло Морено (итал. Paolo Moreno) сравнил черты Венеры со скульптурными портретами Клеопатры, хранящимися в Берлине и в Музеях Ватикана, а также изображениями царицы на монетах, и пришёл к выводу, что, по крайней мере, между ними существует некоторое сходство.
В Лувре хранится торс, повторение Венеры Эсквилинской — образец произведения неоаттической школы скульптора Пасителя.
Кларк сообщает, что Венера Эсквилинская, так же как и луврский торс, является репликой утраченного древнегреческого оригинала, бронзовой статуи. Как отмечает исследователь, сложение Венеры Эсквилинской ещё далеко от идеала классического периода: 
«Однако она [Венера] желанна, компактна, пропорциональна, в действительности её пропорции были рассчитаны по простой математической шкале. Единица измерения — голова. Её рост составляет семь голов, расстояние между грудями, от груди до пупка и от пупка до межножья — одна голова».

По мнению Робинсона: 
«Эсквилинская Венера — аномальная работа, ибо пока тело моделируется со сладострастием, что почти выходит за грань, отделяющую обнажённую натуру от голой, голова выполнена с архаичной тяжестью, в стиле первой половины пятого века».

## В изобразительном искусстве
В течение нескольких десятилетий после открытия Венера Эсквилинская вдохновила многих художников на реконструкции. Самыми известными среди них являются картины Лоуренса Альма-Тадемы «Модель скульптора» (1877) и Эдварда Пойнтера Diadumene (1884). На обоих полотнах женщина изображена перевязывающей волосы полосой ткани (подобно Диадумену). Пойнтер восстановил позу исходя из того, что часть мизинца левой руки статуи осталась на её затылке. По мнению художника, поднятой левой рукой Венера поддерживала волосы, а правой навивала ткань.